# 罗斯兰 (堪萨斯州)
罗斯兰（英語：Roseland）是一个美國城市，位於堪萨斯州切罗基县。根據2010年人口普查，该市人口为77人。

## 地理
罗斯兰位于37°16′50″N 94°51′5″W / 37.28056°N 94.85139°W (37.280671,-94.851489)。根据美国人口普查局，该城市的总面积為0.80平方英里（2.07平方）。